# Лайон, Дик
Ричард Эйвери «Дик» Лайон (англ. Richard Avery "Dick" Lyon; 7 сентября 1939, Сан-Фернандо, Калифорния — 8 июля 2019, Huntington Lake, Калифорния) — американский гребец, выступавший за сборную США по академической гребле в середине 1960-х — начале 1970-х годов. Бронзовый призёр летних Олимпийских игр в Токио, победитель и призёр регат национального значения. Также известен как инженер-механик.

## Биография
Дик Лайон родился 7 сентября 1939 года в городе Сан-Фернандо, штат Калифорния.
Занимался академической греблей во время учёбы в Стэнфордском университете, состоял в местной гребной команде, неоднократно принимал участие в различных студенческих регатах. Окончил университет в 1961 году по специальности инженера-механика. Позже проходил подготовку в гребном клубе «Лейк-Вашингтон» в Сиэтле.
Первого серьёзного успеха на взрослом международном уровне добился в сезоне 1964 года, когда вошёл в основной состав американской национальной сборной и благодаря череде удачных выступлений удостоился права защищать честь страны на летних Олимпийских играх в Токио. В программе распашных безрульных четвёрок пришёл к финишу третьим позади экипажей из Дании и Великобритании — тем самым завоевал бронзовую олимпийскую медаль.
После токийской Олимпиады Лайон остался в составе гребной команды США и продолжил принимать участие в крупнейших международных регатах. Так, в 1966 году в безрульных четвёрках он выступил в зачёте американского национального первенства, стартовал на чемпионате мира в Бледе.
Находясь в числе лидеров американской национальной сборной, благополучно прошёл отбор на Олимпийские игры 1972 года в Мюнхене — на сей раз попасть в число призёров не смог, в паре с Ларри Хафом в безрульных двойках сумел квалифицироваться лишь в утешительный финал B и расположился в итоговом протоколе соревнований на девятой строке. Вскоре по окончании этой Олимпиады принял решение завершить спортивную карьеру.
Впоследствии работал по специальности инженером-механиком, занимался проектированием тренажёров для гребли в помещении.